# Mixteker
Mixtekere er et oprindelig folk, som havde deres oprindelse Mixteca-regionen i Mexico, i nutiden en del af den mexikanske delstater Oaxaca, Puebla og Guerrero. Navnet mixtekere kommer fra Nahuatl, som blev talt af blandt andet aztekerne. Selv kaldte de sig ñuu savi, ñuu djau,  ñuu davi, naa savi, alt efter sprogvarianterne.

## Historie
Mixtekerne var bærer af en højtudviklet før-spansk kultur i det sydlige Mexico. Efter skriftlige kilder begynder deres kultur ind i det 7. århundrede. Deres vigtige tidligere kulturelle og magtpolitiske centre var hovedstaden Tilantongo (Ñuu Tnoo-Huahi Andehui – „det sorte himmelstempel“) og byerne Achiutla, Cuilapan, Huajuapan, Tlaxiaco, Tututepec, Juxtlahuaca og Yucuñudahui. Senere rejste de sig mod den spanske besættelse og blev besejret af spanierne under ledelse af Pedro de Alvarado. I kolonitiden blev mixtekernes kultur stærkt præget af spanierne, således at de fleste af dem konverterede til Dominikanerordenen og katolicismen. Efterhånden blev mange af deres landsbyer flyttet eller opløst. I løbet af det 20. århundrede måtte de fleste mixtekere på grund af fattigdom forlade deres hjemstavn og flytte til de mexikanske delstaters storbyer og til Canada og USA.

## Kultur
Mixtekerne byggede vigtige bygninger og kunstværker i de tidligere Zapoteker byer Monte Albán og Mitla, og og fortsatte bosættelsen. De var fremragende kunsthåndværkere, som fremstillede farvestrålende keramik, skabte dyrebare turkismosaikker og var mestre inden for metalbearbejdning, især som guldsmede. På det aztekiske imperiums højdepunkt blev nogle, men ikke alle byer afhængige af aztekerne og så gav deres kunstprodukter et vigtigt bidrag til den hyldest, de måtte betale til aztekerne. Berømte beviser for deres fremragende metalbearbejdning og smykkehåndværk er fundene fra grav nr. 7 i Monte Albán.

Derudover er mixtekerne verdensberømte for deres kodekser, billedmanuskripter tegnet i en foldebog (Leporellobog) lavet af hjorteskind, som blev skrevet i form af piktogrammer. I disse kodekser nedskrev mixtekerne, deres historie og myter, såvel som kalender- datoer og slægtsforskning for deres herskere og guder. Den mest berømte historie om mixteker-kodekserne er 8 Hirschs (også kaldt Jaguar Claw), der var den første hersker, der forenede alle tre mixteker-byforbund (højland, lavland og kyst) under en hovedstad (Tilantongo). Størstedelen af de mexicanske manuskripter, der er bevaret i dag, er af mixtekisks oprindelse.

## Mixteker-regionerne
Mixtekerne og deres hjemområde er ofte geografisk og kulturelt blevet opdelt i tre regioner eller bygrupper:
- Mixteca Alta (højlands-mixtekerne) bor højlandet og Oaxacadalen i det nordøstlige Guerrero og det vestlige Oaxaca.
- Mixteca Baja (lavlands-mixtekerne) bor nord og vest for disse bjerge i det nordvestlige Oaxaca og det sydvestlige Puebla.
- Mixteca de la Costa (kyst-mixtekerne) bor i de sydlige sletter og langs Stillehavskysten i det østlige Guerrero og det vestlige Oaxaca.

I det meste af mixtekernes historie før den spanske erobring var Mixteca Alta-højlandet den dominerende og fremherskende politiske kraft; der lå også deres hovedstad Tilantongo. Selve Oaxaca-dalen var ofte et omstridt grænseområde, undertiden domineret af mixtekaerne, derefter igen af deres naboer mod øst, zapotekerne.